# Hydrazinolyse
Eine Hydrazinolyse ist eine der Hydrolyse analoge Reaktion an der Hydrazin (H2N–NH2) beteiligt ist. Die Hydrazinolyse findet in der organischen Synthese vor allem Anwendung bei Verfahren zur Herstellung von
- primären Aminen im Zuge der Gabriel-Synthese[1] und

- Isoniazid, einem Pharmawirkstoff.[2]